# Stadtkirche St. Marien (Pappenheim)

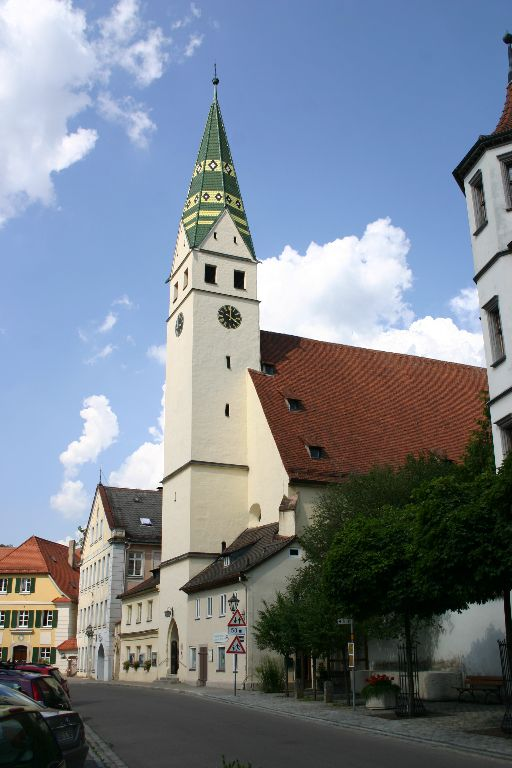
Stadtkirche St. Marien

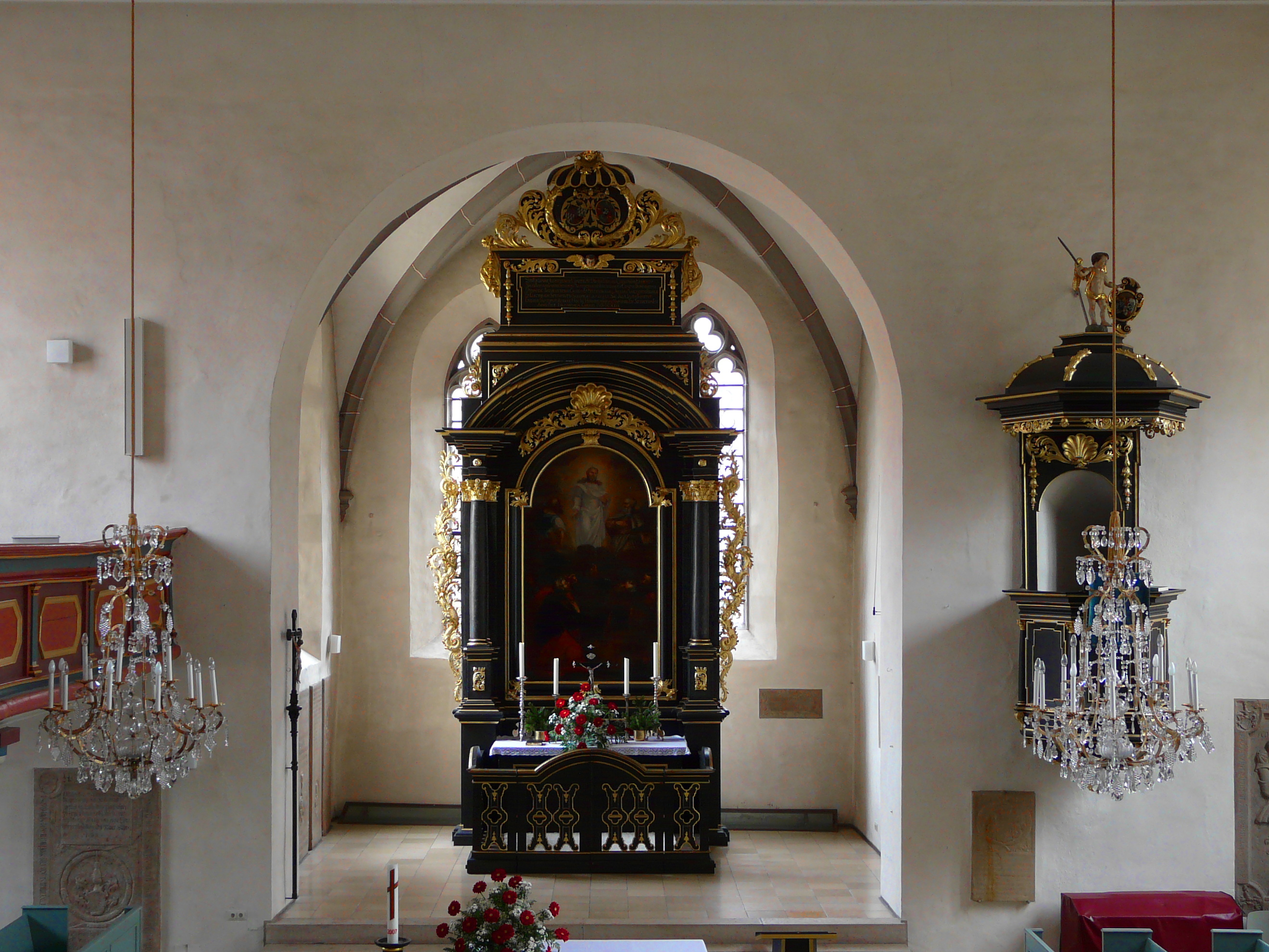
Altarraum

Die Stadtkirche St. Marien ist eine evangelische Kirche in Pappenheim im mittelfränkischen Landkreis Weißenburg-Gunzenhausen. Die spätgotische Kirche hat die Adresse Graf-Carl-Straße 7.
Der Vorgängerbau, auf dessen Fundamenten die jetzige Kirche steht, steht unter Bodendenkmalschutz. Die Marienkirche wurde von 1452 bis 1476 als Kirche zu unserer lieben Frauen erbaut. Erst seit der Reformation der Stadt Pappenheim 1539/1540 fungiert sie als Stadtkirche. 1679 erfolgten der Einbau von Empore und Patronatslogen; Einbau von Altar und Kanzel erfolgten 1713, der Einbau des fünfteiligen Orgelprospekts erfolgte 1728. Die Barockisierung der Ausstattung fand von 1680 bis 1728 statt. Die Flachdecke des Langhauses stammt aus dem Jahr 1832. Die Glasmalereien sind von 1906. 1974 fand man mehrere Grabsteine und Epitaphien, darunter von vier Reichserbmarschallen.
Die Wappen der Grafen von Pappenheim findet man auf dem Orgelprospekt, über dem Altarbild, am südlichen Eingang und am Schlussstein im Kreuzgratgewölbe. Am südlichen Eingang befindet sich ein Rest eines Wandgemäldes auf dem Maria im blauroten Gewand abgebildet ist. Aus dem Jahr 1505 stammt ein Opferstock. Eine etwa drei Meter hohe Holzplastik wurde 1974 von Karl Hemmeter geschaffen und steht als Kriegerdenkmal am Kircheneingang.
Der Saalraum besitzt den Chor der Kirche. An der Westfassade des Kirchenbaus befindet sich der Kirchturm mit Spitzhelm. Verziert ist der Kirchturm mit grün glasierten Dachziegeln, die zu einem Markenzeichen der Kirche geworden sind.